# زورقک دندانه‌دار پسکالی
زورقک دندانه‌دار پسکالی (نام علمی: Odontocymbiola pescalia) نام یک گونه از سرده زورقک‌های دندانه‌دار است.